# La Zahúrda
La Zahúrda är en ort i Mexiko.   Den ligger i kommunen Irapuato och delstaten Guanajuato, i den centrala delen av landet, 270 km nordväst om huvudstaden Mexico City. La Zahúrda ligger 1 719 meter över havet och antalet invånare är 543.
Terrängen runt La Zahúrda är huvudsakligen platt, men norrut är den kuperad. Runt La Zahúrda är det ganska tätbefolkat, med 199 invånare per kvadratkilometer. Närmaste större samhälle är Irapuato, 4,4 km norr om La Zahúrda. Trakten runt La Zahúrda består till största delen av jordbruksmark.